# Bousso
Bousso (tiếng Ả Rập: بوسو) là một thành phố ở vùng Chari-Baguirmi, Tchad. Đô thị này có một sân bay.

## Nhân khẩu
| Năm  | Dân số |
| ---- | ------ |
| 1993 | 9.981  |
| 2008 | 14.286 |

## Dân số
1. ↑  World Gazetteer: Chad Lưu trữ ngày 23 tháng 5 năm 2011 tại Wayback Machine